# Winfried Kretschmann
Winfried Kretschmann (Spaichingen, 1948. május 17.–) német zöld politikus, 2011 óta Baden-Württemberg tartomány miniszterelnöke. A Szövetség ’90/Zöldek párt tagja, aki a Bundesrat elnökeként hivatalból német államfőhelyettes volt 2012-ben és 2013-ban. Ő volt az első zöld politikus, aki betöltötte ezeket a hivatalokat. Zöld konzervatívként határozta meg saját helyét a politikai palettán, és a társadalmi és gazdasági liberalizmus politikáival is kapcsolatba szokták hozni.

## Életpályája
1980 óta a baden-württembergi parlament tagja, a nürtingeni választókerületből. 2006-ban már ő vezette pártja listáját a tartományi választáson, ahogy 2011-ben is. Ő volt a párt parlamenti frakcióvezetője is.
A 2011-es választás után  a zöld-szociáldemokrata többség választotta miniszterelnöknek a tartományi parlamentben, Stefan Mappus utódjául. Ő lett az első németországi zöldpárti kormányfő. Népszerű politikus: a közvélemény-kutatások szerint ha 2016-ban közvetlenül választják a kormányfőt, Kretschmann abszolút többséget szerzett volna: támogatta még a CDU szavazóinak csaknem a fele is. 2016-ban egy új koalíció élén választották újra miniszterelnöknek, ezúttal a kereszténydemokratákkal.
A Bundesrat elnöki posztját 2012 november 1. és 2013 október 31. között töltötte be. Ez volt az első alkalom 1953 óta, és a német történelemben a második, hogy az elnököt nem a CDU-CSU vagy az SPD adta.